# Specie pe cale de dispariție
O specie pe cale de dispariție este o specie dintr-o populație de animale sau plante care riscă să dispară din cauza numărului mic de exemplare ori a unei amenințări din cauza schimbării mediului sau a prădătorilor. 
De la apariția primelor organisme pe pămȃnt pȃnă acum, au dispărut 99,9% din organisme.

## Situația pe plan mondial
Uniunea Internațională pentru Conservarea Naturii și a Resurselor Naturale (IUCN) a publicat o „listă roșie” din care rezultă că în lume sunt pe cale de dispariție aproximativ 24.216 de specii animale și vegetale. Din cele 61.900 de specii studiate, 801 au dispărut deja, cum este cazul rinocerilor negri, decimați de braconaj. Alte 4.000 sunt în pragul extincției, iar 5.700 sunt într-o situație disperată.

## Exemple
Aproximativ 11.000 de elefanți au fost uciși de braconieri în perioada 2004-2013, în Parcul Național Minkebe din nord-estul Gabonului. Se estimează că în anul 2011 în întreaga lume au fost comercializate ilegal 44,09 tone de fildeș. Specialiștii se tem că dacă fenomenul va continua să ia amploare, se va pune în pericol specia.